# Dyenmonus nuptus
Dyenmonus nuptus är en skalbaggsart som beskrevs av Thomson 1868. Dyenmonus nuptus ingår i släktet Dyenmonus och familjen långhorningar. Inga underarter finns listade i Catalogue of Life.